# Myllykylä
Myllykylä – wieś w Finlandii, w rejonie Uusimaa, w gminie Myrskylä.